# Opština Rankovce
Die Opština Rankovce (mazedonisch Ранковце, albanisch Komuna e Rankocit) ist eine der Opštini in Nordmazedonien. Sie liegt im Norden des Landes zwischen Kumanovo und Kriva Palanka.
Zur Opština gehören der Hauptort Rankovce sowie die Dörfer Baratlija, German, Ginovci, Gulinci, Krivi Kamen, Ljubinci, Milutince, Odreno, Opila, Otošnica, P'klište, Petralica, Psača, Radibuš, Stanča, Vetunica und Vržogrnci. Die meisten dieser Dörfer haben je um die 200 Einwohner. Während der Hauptort an der Europastraße 871 liegt, sind einige der zur Gemeinde gehörenden Dörfer schwer erreichbar, da es noch keine asphaltierten Straßen gibt. Das Dorf German liegt rund 1300 m. i. J. hoch auf einer Hügelkette an der mazedonisch-serbischen Grenze und ist regelmäßig im Winter einige Wochen lang von der Außenwelt abgeschnitten.

## Bevölkerung
Da vor allem aus den abgelegenen Dörfern viele junge Einwohner in die Städte ziehen, ist die Einwohnerzahl rückläufig (1994: 4347 Ew.; 2002: 4144 Ew.) und es gibt einen hohen Anteil älterer Einwohner. Die Bevölkerungsmehrheit sind Mazedonier, rund 1,4 % sind Roma.